# 埃雷雷
埃雷雷是巴西塞阿拉州的一个市镇。总面积382.73平方公里，总人口6959人，人口密度18.2人/平方公里。